# Герцогство Васкония
Герцогство Васкония (фр. La Vasconie, La Wasconie, баск. Baskoniako dukerria) — средневековое герцогство, существовавшее на юго-западе современной Франции в VII — IX веке. Название получило от племени васконов, предков современных басков. В конце IX века на месте Васконии образовалось герцогство Гасконь.

## География
В состав герцогства в момент его наибольшего расцвета входила историческая французская область Гасконь, а также земли к югу от Пиренеев вокруг города Памплона, позже ставшие ядром королевства Памплона (Наварра).

## История

### Образование герцогства
Во времена Римской империи территория, на которой позже образовалось герцогство Васкония, первоначально входила в состав провинции Галлия Аквитания (лат. Gallia Aquitania). Позже, в ходе реформ императора Диоклетиана (284—304), южная часть Аквитании была выделена в провинцию Аквитания Новемпопулана (лат. Aquitania Novempopulana) или Аквитания Терция (лат. Aquitania tertia). Большая часть жителей провинции усвоила латынь, которая со временем трансформировалась на этой территории в гасконский язык, однако население на юге Пиренеев (васконы) сохранило свой первоначальный язык.
В ходе распада Римской империи император Гонорий пожаловал Аквитанию (в том числе и Новемпопулану) вестготам, которые, получив статус федератов, основали в 418 году первое на территории Западной Римской империи варварское Тулузское королевство со столицей в Тулузе. В 507 году король франков Хлодвиг разбил вестготского короля Алариха II в битве при Пуатье и присоединил аквитанские территории к Франкскому королевству.
В течение VI века Новемпопулана постоянно подвергалась набегам васконов, укрепившихся в Пиренеях. И вестготы, и франки пытались подчинить их, но все попытки окончились неудачей. В 587 году васконы захватили долины рек Адур и Гаронна. С этого времени за территорией закрепляется название Васкония. Только в 602 году король Австразии Теодеберт II и король Бургундии Теодорих II смогли разбить васконов. На этой территории они образовали герцогство Васкония, управлять которым был поставлен герцог Жениал (ум. ок. 626)
Примерно в это же время вестготские короли образовали для защиты от васконов герцогство Кантабрия.

### Герцогство в первой половине VII века
О правлении Жениала и его ближайших преемников известно очень немного. Территория герцогства, доставшаяся в 602 году под управление Жениала, фактически включала земли вокруг реки Гаронна, а долина реки Адур, судя по всему, оставалась под контролем васконов. Герцоги Васконии формально находились в подчинении герцогов Тулузы.
Во время правления первых герцогов васконы часто восставали. В 610 и 612 годах вестготские короли Гундемар и Сисебут совершили походы против васконов. После нападения васконов на долину Эбро в 621 году вестготский король Свинтила разбил их и заставил построить город (или крепость) под названием Ологикус, в который был поставлен вестготский гарнизон.
После смерти Жениала его сменил Эгина (ум. 638), сакс по происхождению. В 626 году произошло восстание васконов против франков. Епископы Эоза Палладий и его сын Сидок были обвинены герцогом Эгиной в попустительстве восставшим и отправлены в ссылку.
При выделении франкским королём Дагобертом I королевства Аквитания в 629 году для своего брата Хариберта II герцогство было включено в состав королевства, но после смерти Хариберта в 632 году Дагоберт снова присоединил Аквитанию, включив её вместе с Васконией в состав Нейстрии
В 635 году васконы напали на Тулузу. В ответ король Дагоберт I организовал большой поход против васконов, во главе которого поставил своего рефендария Хадоина. В походе участвовали 10 герцогов, в том числе и герцог Эгина. В итоге, восстание было подавлено. По окончании похода Эгина был восстановлен в правах. В Клиши он поклялся в верности королю Дагоберту.
После смерти Эгины его возможно сменил герцог Амандо, о правлении которого ничего не известно. В 643 и 645 годах васконы опять восставали, после чего Васкония была подчинена герцогу Аквитании.

### Личная уния с герцогством Аквитания (660—768)
Около 660 года герцогом Васконии стал патриций Тулузы Феликс, который объединил в своих руках Аквитанское и Васконское герцогства. Его преемник, Луп воспользовался кризисом власти 673—676 годов и смог объединить в своих руках земли от Вьенны до Гаронны, включая Васконию, став фактически независимым правителем. Его преемник, Эд принял титул «принцепс Аквитании» (лат. Aquitaniae princeps) и, по мнению некоторых исследователей, носил королевский титул. В 721 году он разбил арабов, осадивших Тулузу. Эд Аквитанский выступил против майордома франкского королевства Карла Мартела. Но вскоре ему пришлось бороться против арабов, вторгшихся из Испании, для чего он был вынужден обратиться за помощью к Карлу Мартелу, разбившего арабскую армию в битве при Пуатье.
После смерти Эда в 735 году Карл Мартел вторгся в Аквитанию. В результате сын Эда, Гунальд I Аквитанский, унаследовал Аквитанию при условии, что он принесёт клятву верности Карлу. Позже Гунальд восстал, но в 742 и 745 годах был разбит сыновьями Карла Мартела, Пипином Коротким и Карломаном, после чего удалился в монастырь, оставив свой «принципат» сыну Вайферу. При Вайфере Аквитания опять вернула себе независимость. Пипин Короткий, став королём, в 760—768 годах предпринял несколько походов в Аквитанию, разоряя и разрушая её. Вайфер, в свою очередь, не раз вторгался в королевство Пипина. В 768 году Вайфер был убит в Перигё, после чего Аквитания окончательно утратила независимость и была присоединена к франкскому королевству. Однако Васкония сохранила полунезависимое существование, её герцогом был избран Луп II.

### Васкония в Каролингское время
Неизвестно, какую точно территорию занимало герцогство в это время. Скорее всего северная граница герцогства проходила по реке Гаронна и власть герцога Васконии простиралась за Пиренеи, однако баски, согласно Эйнхарду, также признавали сюзереном Каролингов. Герцоги Васконии признавали сюзеренитет Каролингов, однако баски постоянно восставали. В 778 году арьергард Карла Великого был уничтожен басками в Ронсевальском ущелье. После этого Карл Великий воссоздал королевство Аквитания, в которое вошла и Васкония. Королём Аквитании стал малолетний сын Карла, Людовик I Благочестивый.
Герцогство страдало также от набегов мавров, которые захватили Памплону. Однако в результате восстания 798—801 годов мавры вынуждены были оставить баскские земли. Для обороны Кордовского эмирата от наступавших франков была создана особая провинция, получившая название Верхняя Граница, центром которой была избрана Тудела. Её правителями стали представители семьи Бану Каси, родоначальник которой был принявший ислам вестготский граф.
Герцоги Васконии сотрудничали с франками во время кампаний против мавров. Так в 801 году герцог Санш (Санчо) I участвовал в захвате Барселоны. Однако после смерти императора Карла Великого в 814 году начались новые восстания. В 815 году император Людовик I Благочестивый сместил герцога Сегина I, в результате чего началось восстание басков под предводительством Гарсии I. Восстание с трудом было подавлено герцогом Беренгарием Тулузским и маркграфом Бургундии Гверином II. С этого времени начинается обособление ранее входивших в Испанскую марку Наварры и Арагона: в 820 году граф Памплоны Иньиго Ариста (возможно) изгнал из Арагона франкского ставленника и поставил здесь правителем своего союзника Гарсию I Злого. В 824 году наваррцы и арагонцы в союзе с мусульманами разбили в Ронсевальском ущелье посланное против них франкское войско, во главе которого стояли граф Эбль и герцог Аснар, после чего Иньиго Ариста принял титул короля Памплоны.
В начале IX века регионе в этот период существовали также независимые от герцогства графство Васкония, занимавшее земли вокруг реки Адур, а также графство Бордо со столицей в городе Бордо. В 840-х годах граф Бордо Сегин II был назначен королём Карлом II Лысым герцогом Гаскони. Графы Васконии же не признавали власти короля.
В середине IX века начались нападения норманнов на франкскую империю. В 844 году норманны вторглись в Бордо, убив герцога Сегина II. Его наследник, Гильом I, погиб в 848 году, пытаясь отвоевать Бордо у норманнов. В 853 году король Карл II Лысый был вынужден признать за графом Васконии Саншем II герцогский титул.
Последним герцогом Васконии был Арно. После его смерти в 864 году вместо название Васкония за страной закрепилось название Гаскония (Гасконь), причём правители герцогства Гасконь стали наследственными.

## Комментарии
1. ↑  О том, кто из двух живших тогда Аснаров — Аснар I Санше или Аснар I Галиндес — участвовал в походе 824 года, среди современных историков нет единой точки зрения[9].